# Tony Tsabedze
Thulani "Tony" Tsabedze (ur. 29 października 1984 w Mhlambanyatsi) – suazyjski piłkarz grający na pozycji lewego pomocnika. Od 2011 jest zawodnikiem klubu Mbabane Swallows FC.

## Kariera klubowa
Swoją karierę piłkarską Tsabedze rozpoczął w klubie Mhlambanyatsi Rovers FC. W sezonie 2001/2002 zadebiutował w jego barwach w pierwszej lidze suazyjskiej. W sezonach 2001/2002 i 2002/2003 wywalczył z nim dwa wicemistrzostwa kraju. W 2003 roku wyjechał do Południowej Afryki i wiosną 2003 grał w Supersport United FC. W sezonie 2003/2004 występował w Silver Stars FC, a w 2004 wrócił do Supersport United. W 2005 roku zdobył z nim ABSA Cup, a w sezonie 2007/2008 został mistrzem Południowej Afryki. W sezonie 2008/2009 był zawodnikiem Maritzburg United FC, a w latach 2009-2011 występował w Santos FC.
W 2011 roku Tsabedze wrócił do ojczyzny i został piłkarzem Mbabane Swallows FC. Wraz z nim czterokrotnie został mistrzem kraju w sezonach 2011/2012, 2012/2013 2016/2017 i 2017/2018 oraz trzykrotnie wicemistrzem w sezonach 2013/2014, 2014/2015 i 2019/2020. Zdobył też dwa Puchary Eswatini w latach 2013 i 2016.

## Kariera reprezentacyjna
W reprezentacji Eswatini Tsabedze zadebiutował 30 maja 2003 w przegranym 0:2 meczu COSAFA Cup 2003 z Zimbabwe. Od 2003 do 2018 wystąpił w kadrze narodowej 68 razy i strzelił 6 goli.